# اووه بیندوالد
اووه بیندوالد (انگلیسی: Uwe Bindewald؛ زادهٔ ۱۳ اوت ۱۹۶۸) بازیکن فوتبال اهل آلمان است.
از باشگاه‌هایی که در آن بازی کرده‌است می‌توان به باشگاه فوتبال آینتراخت فرانکفورت و باشگاه فوتبال اشبورن ۱ اشاره کرد.